# NHL 1945/1946
Sezóna 1945/1946 byla 29. sezonou NHL. Vítězem Stanley Cupu se stal tým Montreal Canadiens.

## Konečná tabulka základní části
| Tým                 | Z  | V  | P  | R  | B  | VG  | IG  |
| ------------------- | -- | -- | -- | -- | -- | --- | --- |
| Montreal Canadiens  | 50 | 28 | 17 | 5  | 61 | 172 | 134 |
| Boston Bruins       | 50 | 24 | 18 | 8  | 56 | 167 | 156 |
| Chicago Black Hawks | 50 | 23 | 20 | 7  | 53 | 200 | 178 |
| Detroit Red Wings   | 50 | 20 | 20 | 10 | 50 | 146 | 159 |
| Toronto Maple Leafs | 50 | 19 | 24 | 7  | 45 | 174 | 185 |
| New York Rangers    | 50 | 13 | 28 | 9  | 35 | 144 | 191 |

## Play off
|  | Semifinále | Semifinále          | Semifinále |  |  | Finále Stanley Cupu | Finále Stanley Cupu | Finále Stanley Cupu |
|  |            |                     |            |  |  |                     |                     |                     |
|  | 1          | Montreal Canadiens  | 4          |  |  |                     |                     |                     |
|  | 3          | Chicago Black Hawks | 0          |  |  |                     |                     |                     |
|  |            |                     |            |  |  | 1                   | Montreal Canadiens  | 4                   |
|  |            |                     |            |  |  | 2                   | Boston Bruins       | 1                   |
|  | 2          | Boston Bruins       | 4          |  |  |                     |                     |                     |
|  | 4          | Detroit Red Wings   | 1          |  |  |                     |                     |                     |

## Ocenění
| O'Brien Cup:               | Boston Bruins                    |
| Prince of Wales Trophy:    | Montreal Canadiens               |
| Calder Memorial Trophy:    | Edgar Laprade, New York Rangers  |
| Hart Memorial Trophy:      | Max Bentley, Chicago Black Hawks |
| Lady Byng Memorial Trophy: | Toe Blake, Montreal Canadiens    |
| Vezina Trophy:             | Bill Durnan, Montreal Canadiens  |